# Sojuz TM-15
Sojuz TM-15 (ryska: Союз ТM-15)) var en flygning i det ryska rymdprogrammet. Flygningen gick till rymdstationen Mir. Farkosten sköts upp med en Sojuz-U2-raket från Kosmodromen i Bajkonur den 27 juli 1992. Den dockade med rymdstationen den 29 juli 1992. Farkosten lämnade rymdstationen den 1 februari 1993. Några timmar senare återinträdde den i jordens atmosfär och landade i Kazakstan.